# سعادت أباد (بيدك)
سعادت أباد (بالفارسية: سعادت‌آباد) هي قرية تقع في إيران في البلدة المركزية. يقدر عدد سكانها بـ 19 نسمة .